# Nanjō
Nanjō (jap. 南城市 Nanjō-shi) – miasto w Japonii, w prefekturze Okinawa.
Miasto zostało utworzone 1 stycznia 2006 w wyniku połączenia miasta Sashiki oraz wiosek Chinen, Ōzato i Tamagusuku z powiatu Shimajiri.